# Foderbord

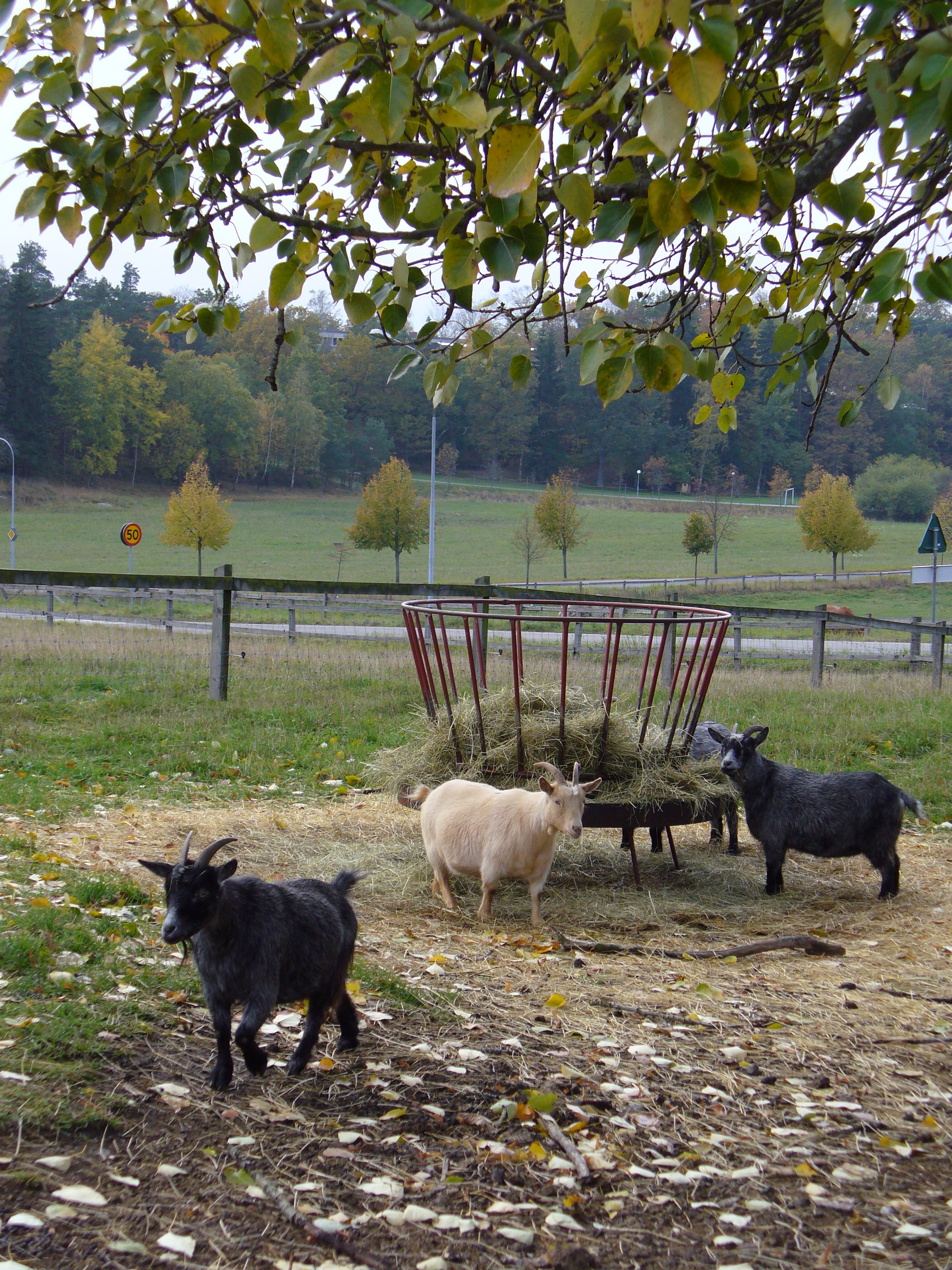
En krubba för getter.

Ett foderbord, eller en krubba, är en ställning för djurfoder. Syftet med foderbord är framför allt att fodret ska skyddas från markens väta och djurens spillning.